# Gabriela García Pacheco
Adriana Gabriela García Pacheco es una internacionalista guatemalteca que se desempeña como  ministra de Economía de Guatemala desde el 15 de enero de 2024 en el gabinete de Bernardo Arévalo.

## Biografía
García-Quinn es Bachelor of Arts en relaciones internacionales y Master of Science en desarrollo gerencial por la Universidad Americana de Washington D. C., Estados Unidos.
Antes de su nominación ministerial, cumplió varios roles de liderazgo y coordinación de proyectos de desarrollo económico dentro de Programa Nacional de Competitividad (Pronacom) de 2006 a 2010, también ocupó posiciones importantes dentro de organizaciones no gubernamentales donde formuló programas para la atracción del comercio y la inversión, así como la creación de políticas públicas para fomentar el crecimiento económico en Guatemala.